# الملحة (ردفان)

تعديل مصدري - تعديل

الملحة هي إحدى قرى عزلة الحبيلين بمديرية ردفان التابعة لمحافظة لحج، بلغ تعداد سكانها 1028 نسمة حسب تعداد اليمن لعام 2004.